# Dürrünev Kadın
Melek Dürrünev Kadınefendi (en turco otomano: دورونيف أنثى, "ángel" y "brillo joven", 15 de marzo de 1835 - 4 de diciembre de 1895) fue la esposa del sultán Abdülaziz  I del Imperio Otomano.

## Vida
Dürrünev nació el 15 de marzo de 1835 en Batumi, hija de Mahmut Dziapş-lpa y su esposa Halime Çikotua. Su verdadero nombre era Melek Dziapş-lpa. Tenía dos hermanas, Ayşe Kemalifer Hanim (madre de Javidan Hanim, esposa del Şehzade Yusuf Izzeddin, que era hijo de Dürrünev) y Aliye Hanim. Era la tía de Nazperver Kandinefendi, la cuarta esposa del sultán Mehmed V, a través de su hermana Aliye. Dürrünev tenía cabello largo y rubio y ojos color miel.
A la edad de tres años, Melek y su hermana menor, Ayşe, fueron llevadas a Constantinopla, donde fueron entregadas al harén imperial. Allí Servetsezâ Kadınefendi se hizo cargo de las dos niñas. Según la tradición del palacio, Melek y Ayşe pasaron a llamarse Dürrünev y Kemalifer y recibieron una educación turca, musulmana y francesa en el harén del Palacio de Topkapi, según la costumbre de la época. Educado en el palacio, Dürrünev entró en contacto con el arte y, por lo tanto, comenzó a pintar a una edad relativamente joven.

## Boda
Dürrünev creció de niña en el Palacio de Topkapi y, a la edad de veinte años, el emperador Abdülaziz se fijó en ella durante su visita al Palacio de Dolmabahçe. Abdülaziz le pidió a Servetsezâ Kadınefendi la mano de Dürrünev en matrimonio. Al principio, se negó a darle la mano de Dürrünev a Abdülaziz, pero Servetsezâ finalmente accedió y la boda tuvo lugar el 20 de mayo de 1856 en el Palacio de Dolmabahçe. Dürrünev dio a luz a tres hijos, Şehzade Yusuf Izzeddin, Fatma Sultan y Saliha Sultan.
Abdülaziz  fue depuesto por sus ministros el 30 de mayo de 1876 y murió unos días después, con todo su séquito encarcelado en el Palacio Feriye. El sobrino de Abdülaziz, Murad V, se convirtió en sultán y su familia fue liberada del encarcelamiento, pero continuó viviendo en el Palacio Feriye.
Dürrünev murió el 4 de diciembre de 1895 en el Palacio Ferrier. Está enterrada en la tumba de Mahmud II en Constantinopla.